# Manuel Gómez Román
Manuel Gómez Román (Vigo, 24 de julio de 1876-Vigo, 11 de noviembre de 1964) fue un arquitecto español.

## Trayectoria
Fue el tercero de los cinco hijos habidos en el matrimonio de Benito Gómez González con María Román Fernández. Su hermano mayor fue el también arquitecto Benito Gómez Román (1868-1908).

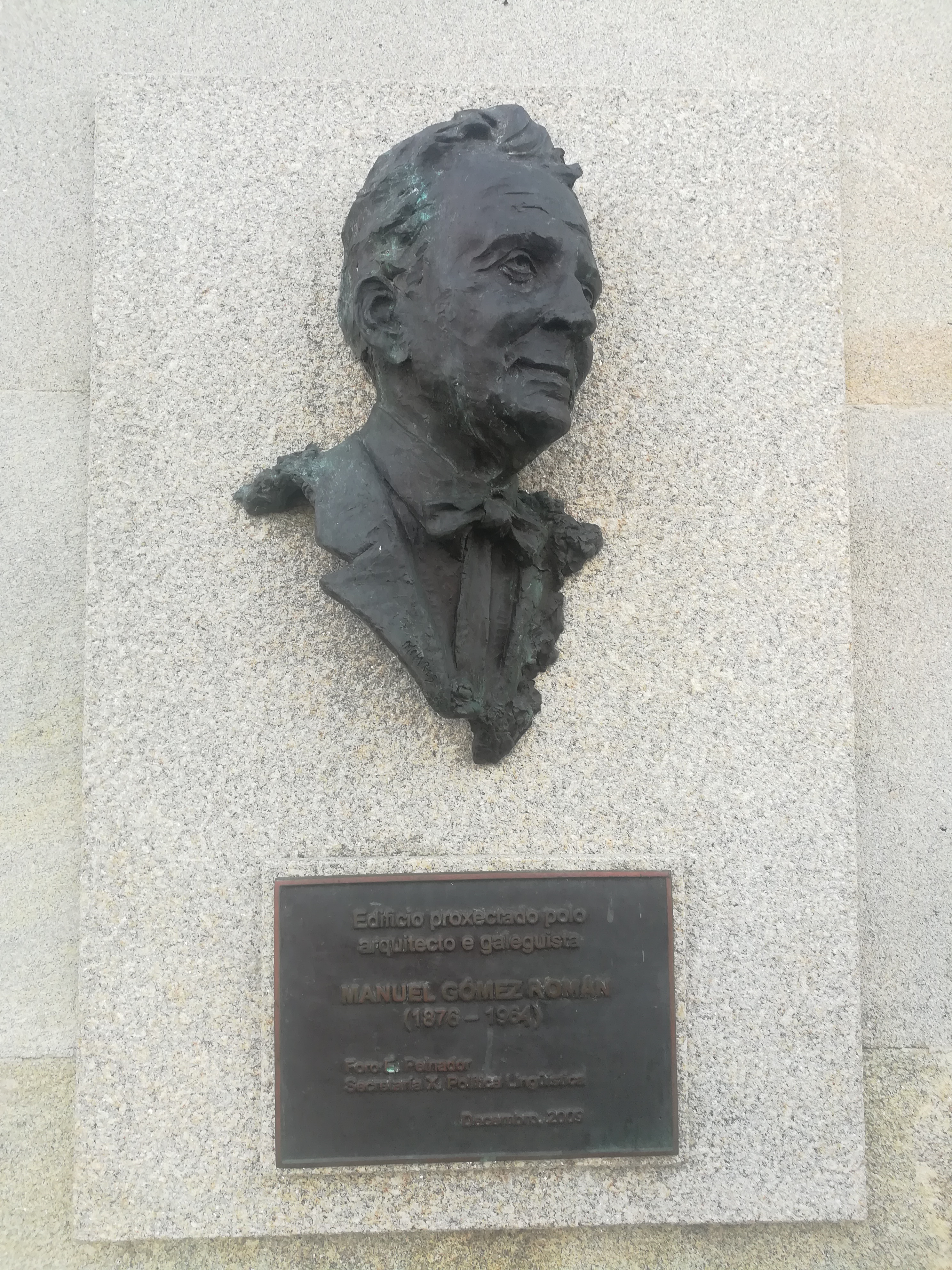
Placa en el Edificio Mülder.

Con una honda afición desde niño por la piedra labrada, comienza en Madrid la carrera de arquitecto, que abandona bruscamente en 1896 por su temperamento bohemio, artístico y rebelde, que le lleva a enfrentarse con un profesor. 
Durante estos años se dedica a la construcción y a dar clase de dibujo en una academia fundada por él. En 1914 retoma la carrera de Arquitectura, empujado fundamentalmente por su amigo y mentor Antonio Palacios, y la concluye en 1917, con cuarenta y un años de edad.
Pero en esta época ya tiene una considerable obra, firmada habitualmente por compañeros como Luis Vidal y Guasón, Manuel Felipe Quintana o Jenaro de la Fuente Domínguez. De esta etapa son los Almacenes Simeón, la Casa para Enrique Mülder, la Casa del Pueblo para el sindicato U.G.T. o la Casa para Saturnino García.
Poco a poco la obra de Gómez Román va derivando hacia el galleguismo arquitectónico, dada su fidelidad a los materiales y estilos del país. Durante estos años realiza innumerables bocetos, sobre todo para la Exposición Internacional de la Pesca, que se iba a celebrar en Vigo y que finalmente se ve malograda.
En los años treinta entra en la política, aspirando a la alcaldía de Vigo por el Frente Popular y llegando incluso a ser secretario general del Partido Galleguista.
Tras la guerra civil es nombrado vicepresidente de la Editorial Galaxia y también vicepresidente de la Fundación Penzol. En 1951 ingresa en la Real Academia Galega y promueve junto con Francisco Fernández del Riego y Jesús Ferro Couselo la conmemoración del "Día das Letras Galegas".
Su obra arquitectónica se extiende por más de dos mil obras en diferentes ciudades gallegas. Colaboró también con dibujos artísticos y caricaturas en la prensa gallega y además publicó diversos trabajos sobre las características de la arquitectura gallega.

### Arquitectura y características

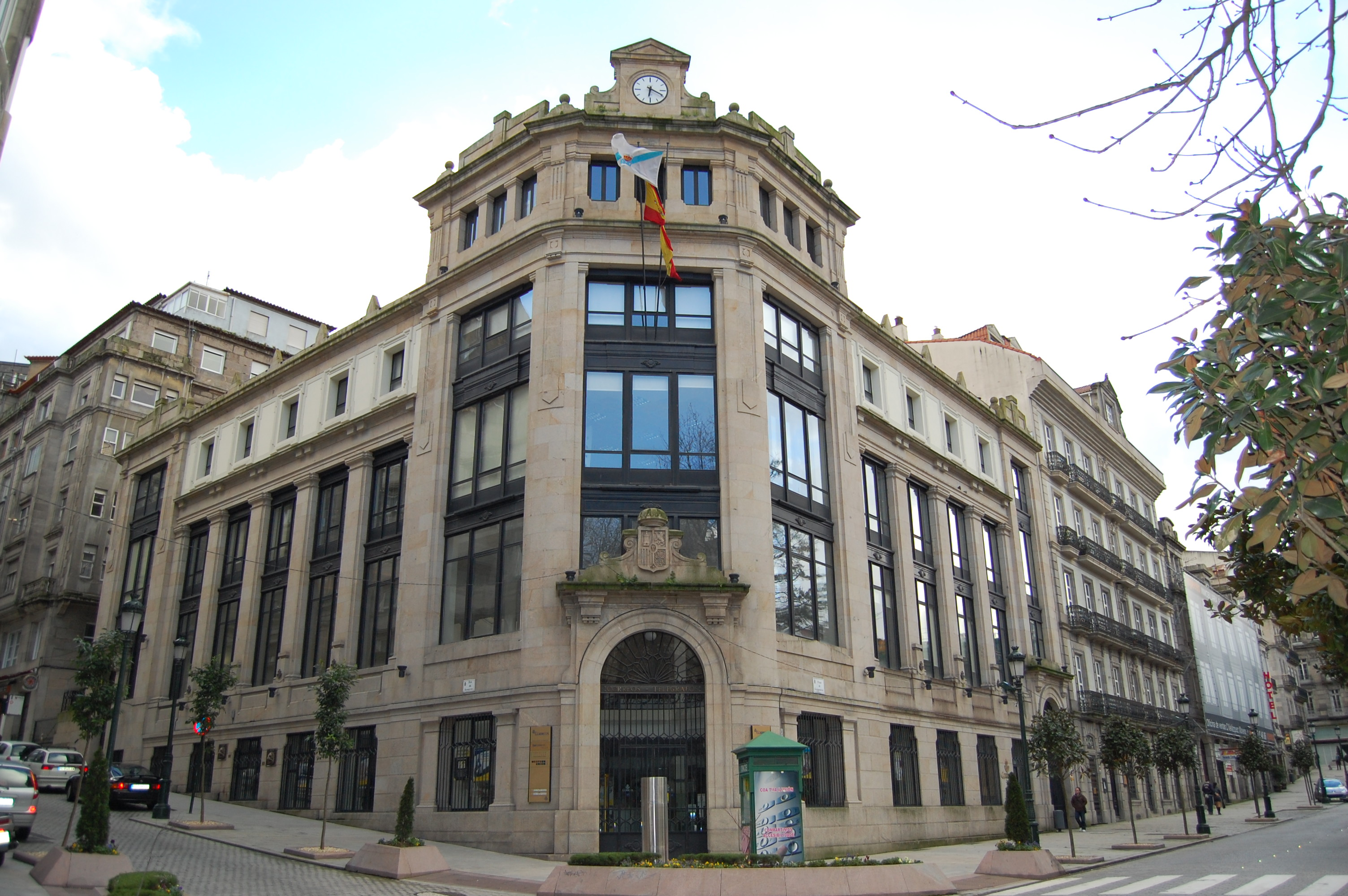
Casa de Correos y Telégrafos de Vigo, parque de la Alameda.

Su opinión arquitectónica se centra en los siguientes puntos:
- La centralidad de Compostela como norma en el aspecto artístico, ya que la catedral de Santiago de Compostela resume las manifestaciones culturales, resuelve problemas constructivos y compendia expresiones iconográficas.
- La exigencia de una Escuela de Arquitectura en Santiago de Compostela, con un plan de estudios en el que se exigiese un conocimiento de las construcciones santiaguesas para poder ejercer la profesión de arquitecto.
- Aunque su acento se encuentre fuertemente vinculado al pasado, pretendía actualizar y llegar a la modernidad con una seña propia de identidad.
- El aprovechamiento de los abundantes materiales nobles que ofrece la tierra gallega, así como de las condiciones de acertada pericia de la mano de obra autóctona (destacadamente de canteros), figura que pretendía recuperar y situar en el lugar que le correspondía.
- Completar los estudios de la arquitectura gallega histórica para incorporarla a la modernidad sin necesidad de imitar modelos foráneos.

## Obra

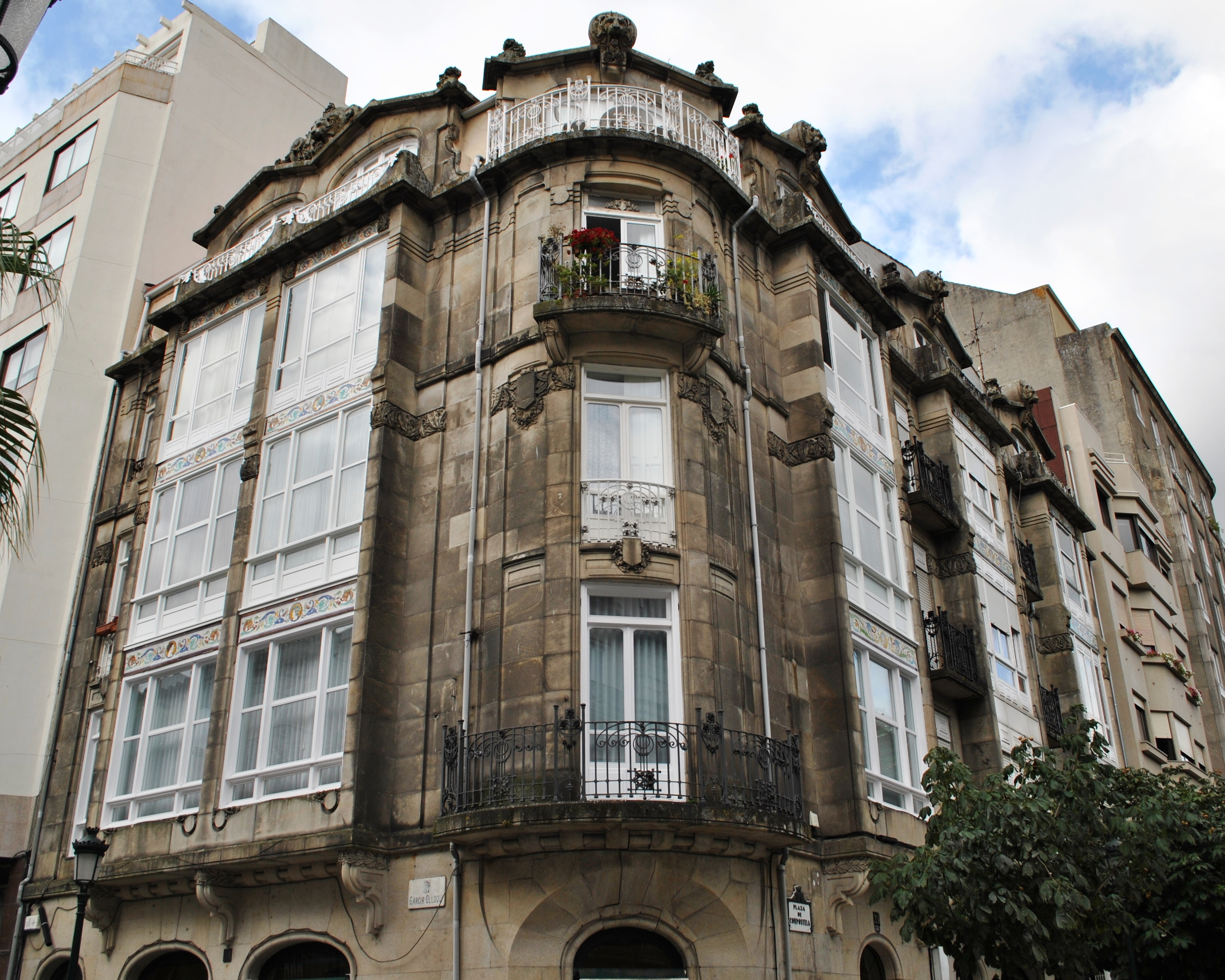
Casa de Saturnino García.

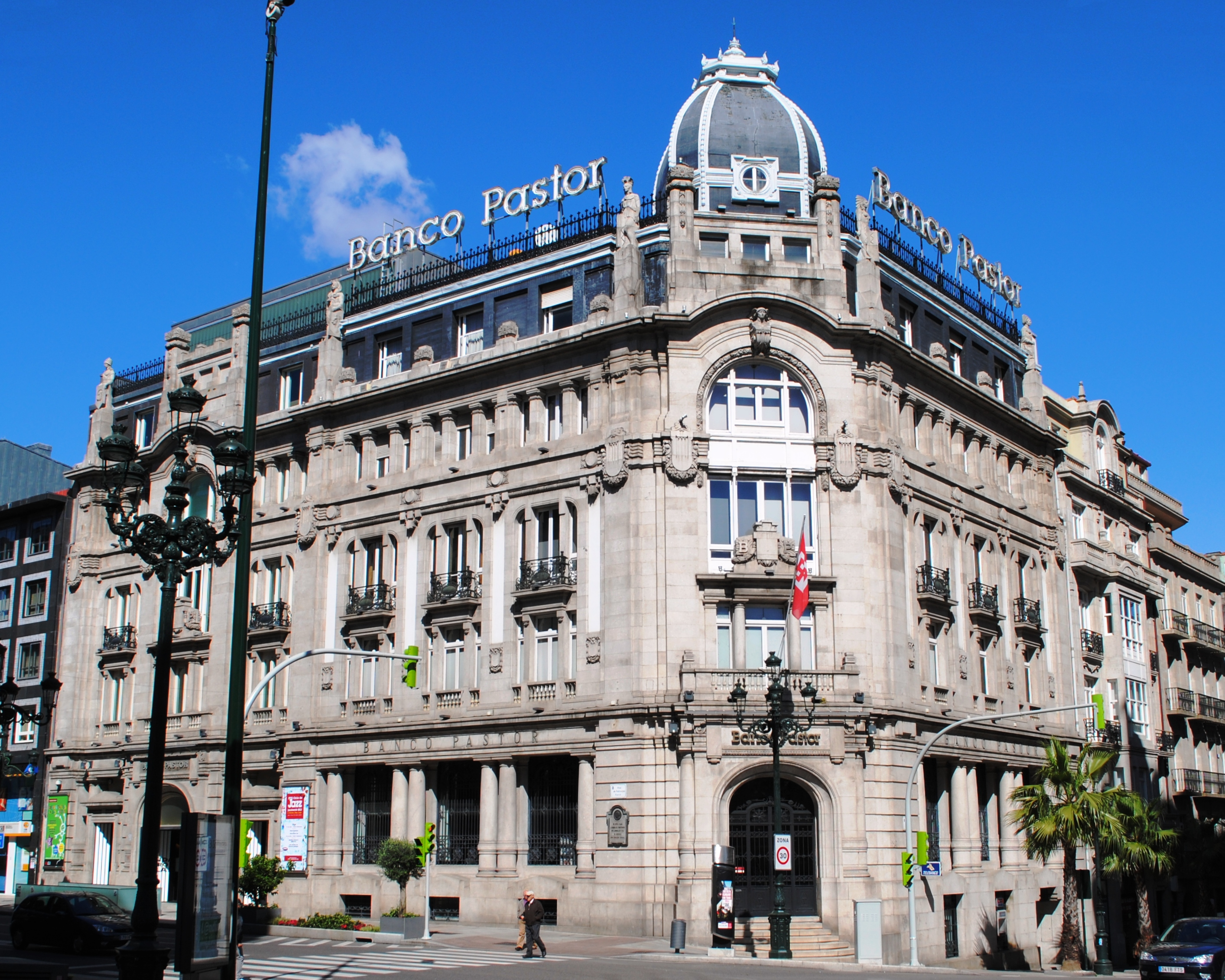
Edificio Banco de Vigo.

### Vigo
- Mercado de A Laxe en la calle de Cánovas del Castillo (1910), desaparecido a finales de la década de 1960.[4]
- Proyecto para los Almacenes Simeón (1906).
- Edificio Mülder (1910).[10]
- Monumento a Concepción Arenal en el Cementerio de Pereiró (1910-12).
- Casa de Labradores en la avenida de Ramón Nieto n.º 58 (1911).[11]
- Casa del Pueblo para el sindicato U.G.T. (1911), desaparecida en 1947.[4]
- Casa para Saturnino García en la plaza de Compostela n.º 31, 32 y 33, con esquina a García Olloqui (1912).
- Edificio Banco de Vigo (hoy sede del Banco Pastor), en el cruce de las calles Colón y Policarpo Sanz (1919-23).[12]
- Edificio de viviendas para Severino G. Besada y la Casa de Correos y Telégrafos de Vigo en la plaza de Compostela (1920).
- Edificio de viviendas para Manuel Millán, en la calle Lepanto (1921).
- Proyecto del Hospital Nicolás Peña, en la Avenida de las Camelias (1922).[13]
- Proyecto de edificio José Pastoriza, en el Paseo de Alfonso XII (1922).
- Panificadora de Vigo en el barrio de la Falperra, en colaboración con el ingeniero Otto Werner (1923).[14][15]
- Viviendas para Vicente Coma, en la Calle de Urzaiz (1923).
- Antiguo Edificio de la Caja de Ahorros (hoy Club de Jubilados de Caixanova), en la Ronda de Don Bosco con esquina a la calle Velázquez Moreno (1924).
- Chalet para Giménez Cuenca.[16]
- Proyecto de ampliación del piso principal ya existente y construcción del segundo del Círculo Mercantil (1926), actual Sede Social del Real Club Celta.[17]
- Fábrica de conservas Bernardo Alfageme, en la calle Tomás A. Alonso (1929).
- Chalet Agarimo, en la calle Tomás A. Alonso (1931).
- Edificio de viviendas en la calle Pi y Margall y el Edificio Arbones Vila en la calle Murillo (1942).
- Proyecto de la Ermita de A Guía (1951).[18][19]

Cuenta con obra singular conservada en Bouzas.

### Lugo

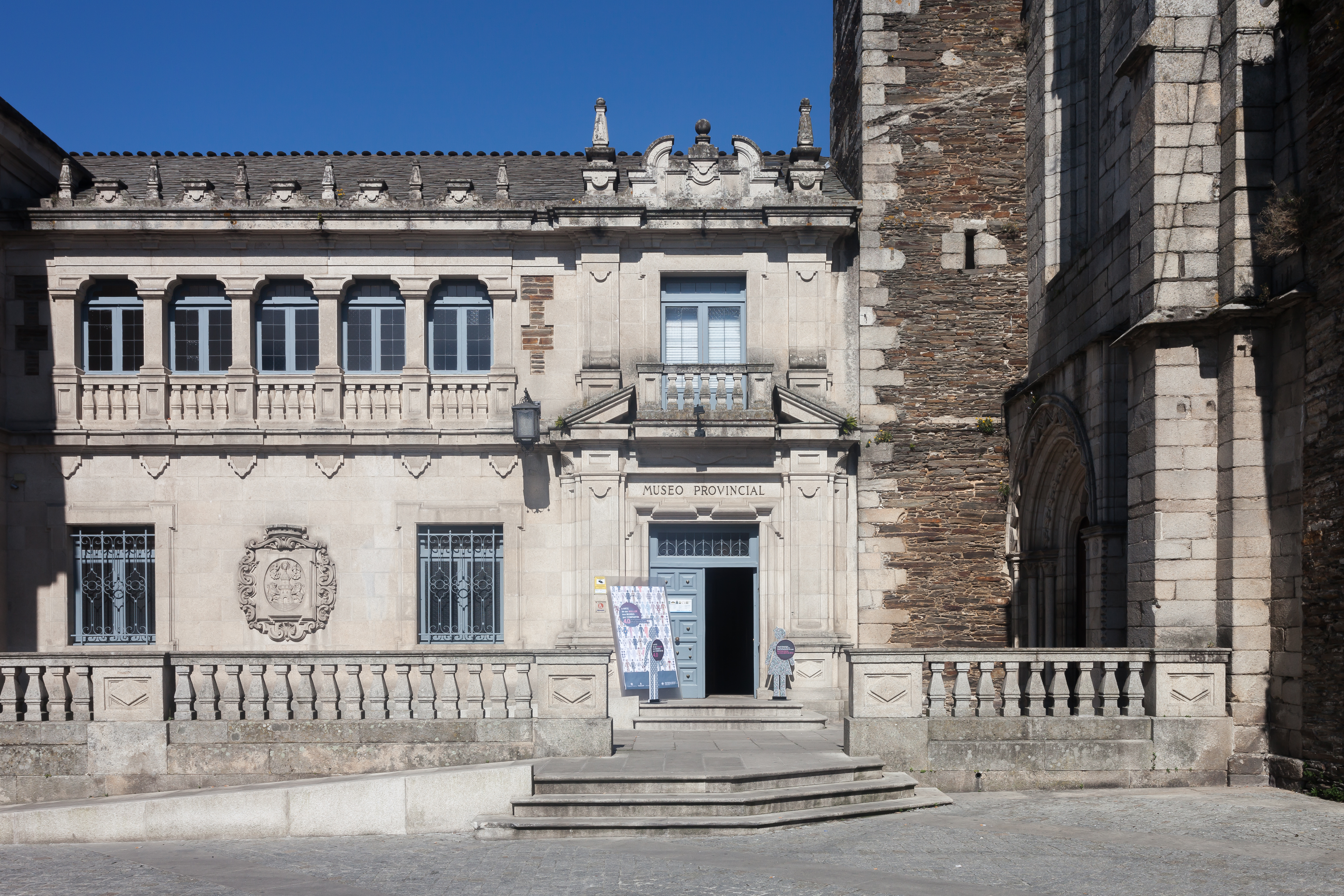
Museo Provincial de Lugo.

- Palacete de Santo Domingo, esquina San Marcos (1925).
- Proyecto de las Escuelas Pedagógicas de la Granja de Barreiros (1948).
- Proyectos del Colegio Fingoy, el chalet de Antonio Fernández López, y el chalet de Álvaro Gil Varela (1950).
- Complejo industrial de Frigsa (1951).
- Ampliación del Museo Provincial de Lugo (1957).
- Palacete de Santo Domingo (1922).

### Santiago de Compostela
- Edificio de viviendas con torreón en Concepción Arenal (1929).

### En otros lugares
- Monumento a la Marina Universal en Panjón (Nigrán).

## Galería de imágenes
|                                                     |
| Edificio Simeón en la puerta do Sol de Vigo (1906). |

|                                                             |
| Edificio Mülder en la calle de Montero Ríos de Vigo (1910). |

|                                                   |
| Monumento a la Marina Universal en Panjón (1913). |

|                                                                   |
| Viviendas para Vicente Coma en la calle de Urzaiz de Vigo (1923). |

|                                                                                                 |
| Casa de Domingo Davila en el parque de la Alameda de Vigo (1942), hoy en día Gran Hotel Nagari. |